# 강릉 수문리 당간지주
강릉 수문리 당간지주(江陵 水門里 幢竿支柱)는 대한민국 강원특별자치도 강릉시에 있는 남북국 시대 신라의 당간지주이다. 1963년 1월 21일 대한민국의 보물 제83호로 지정되었다.

## 개요
현재 강릉시 옥천동에 자리잡고 있으며, 일대가 절터로 추정되나 지금은 주거지로 변했기 때문에 절터의 존재를 확인하기는 어렵다. 당(幢)이란 절에 행사가 있을 때 달아두는 깃발을 말하며 이를 달던 깃대를 당간(幢竿)이라 하는데, 당간지주는 당간을 양 옆에서 고정시켜주는 장치를 이르는 말이다.
원래의 위치에 있던 그대로이며, 두 지주가 1m 간격을 두고 동 ·서로 마주 서 있다. 깃대를 고정시켰던 흔적은 안쪽 윗부분에만 있는 직사각형의 구멍으로 알 수 있다. 두 지주의 최상단은 안쪽 꼭대기부터 바깥쪽으로 부드러운 곡선을 그리며 내려온다.
동쪽 지주의 남쪽 면에 조선 중종 3년(1508)과 순조 17년(1817)에 복원되었다는 기록이 새겨져 있어 흥미롭다. 각 면이 거칠고 폭도 고르지 않으며 조각이 없어, 당간지주로서 발달되지 않은 형식이지만 전체적으로 소박하고 충실하다.

## 참고 자료
- 강릉 수문리 당간지주 - 국가유산청 국가유산포털